# Galindo y Perahuy
Galindo y Perahuy là một đô thị ở tỉnh Salamanca, phía tây Tây Ban Nha, cộng đồng tự trị Castile-Leon. Đô thị này có cự ly 22 kilômét so với thành phố tỉnh lỵ Salamanca và có dân số 447 người.
Đô thị này có diện tích 44,06 km².
Đô thị này nằm ở khu vực có độ cao 797 m trên mực nước biển.
Mã số bưu chính là 37449.